# Salamás
Salamás (más néven Gyergyósalamás, románul Sărmaș) falu Romániában, Hargita megyében, az azonos nevű község központja.

## Fekvése
Gyergyószentmiklóstól 21 km-re északnyugatra fekszik, Gyergyóhodossal szorosan összenőve. 1925-ben vált ki Ditróból.

## Története

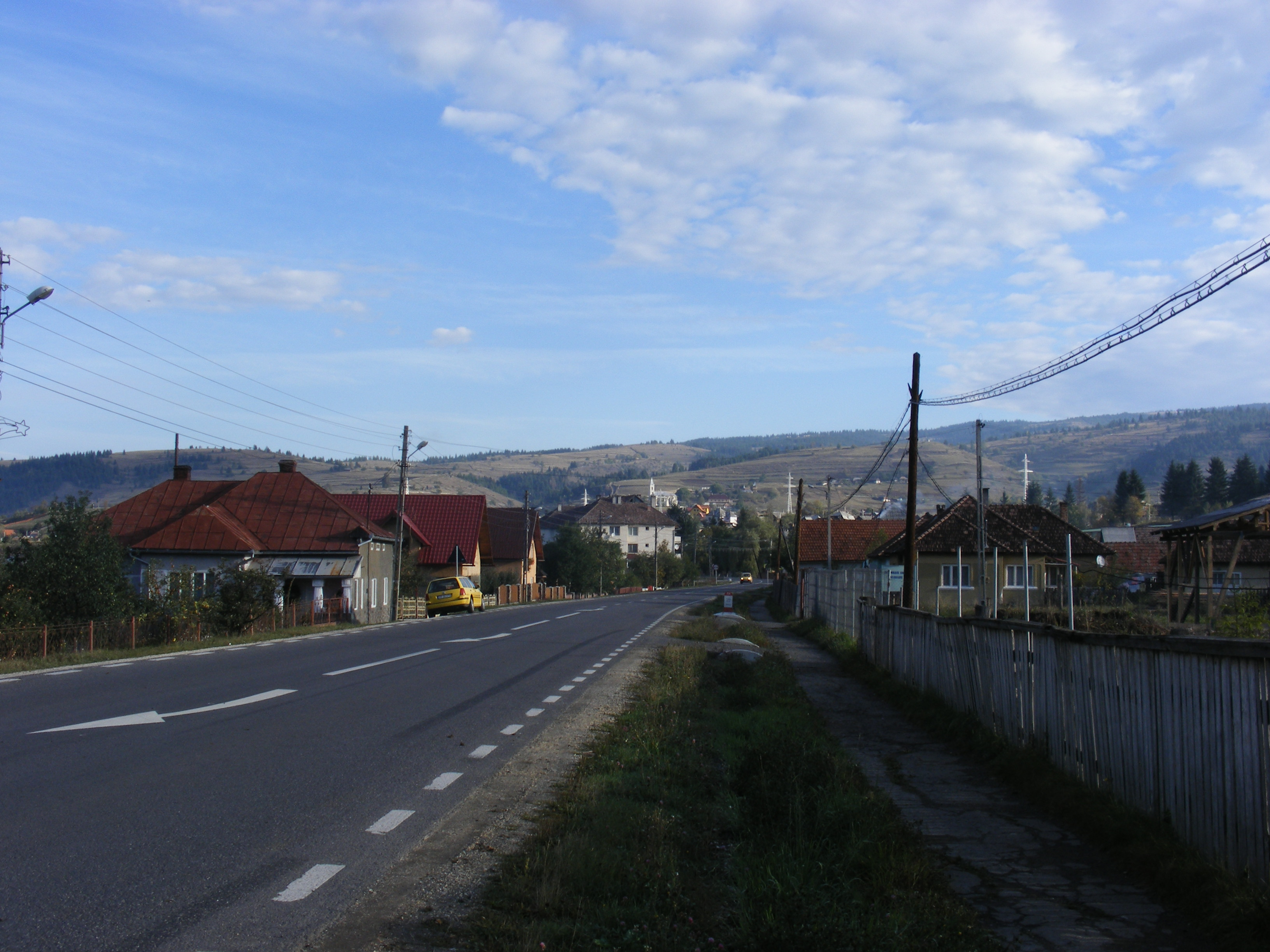
Salamási főút

1770-ben Salomás néven említik. Neve a régi magyar sármás (= vad fokhagyma) főnévből származik.
A hegyvidéki település lakói fakitermeléssel, állattenyésztéssel foglalkoznak. 1910-ben 1597 lakosa volt. A trianoni békeszerződésig Csík vármegye Gyergyószentmiklósi járásához tartozott.
1992-ben 776 lakosából 648 fő román és 128 magyar volt.